# Plutonia falcifera
Plutonia falcifera is een slakkensoort uit de familie van de Vitrinidae. De wetenschappelijke naam van de soort is voor het eerst geldig gepubliceerd in 2000 door Ibanez & Groh.